# Helga Maria Wolf
Helga Maria Wolf (* 29. Juli 1951 in Wien) ist eine österreichische Ethnologin und Autorin.

## Leben
Während der Mitarbeit im Betrieb ihres Vaters Alfred Wolf, einer Buchdruckerei im 9. Wiener Gemeindebezirk, absolvierte sie fachliche Ausbildungen und die Handelsakademie (1965–1975). Nach der Matura studierte sie an der Universität Wien Europäische Ethnologie sowie Kunstgeschichte und legte 1980 die Rigorosen bei Helmut Paul Fielhauer und Michael Mitterauer ab.
Danach schlug sie die journalistische Laufbahn ein; 1980–1984 als Redaktionsmitglied Die Presse, 1984–1987 freiberuflich und 1987–2004 im ORF. Hier war sie Leiterin der Redaktion Großstadtleben und Ressort Religion im Studio Wien, dann bei Studio NÖ. Zusätzlich erwarb sie weitere Qualifikationen: im Jahr 1986 das Zertifikat „Erwachsenenbildner“, 1987 den Abschluss Fernkurs für Theologie, 1996 die Konzession Lebens- und Sozialberater und 1997 das Diplom Wirtschaftscoach.
Als Spartenleiterin im ORF kreierte und gestaltete Helga Maria Wolf zahlreiche Sendungen und Sendereihen im Radio und Fernsehen zu kulturellen, religiösen und psychologischen Themen. Seit 2009 ist sie Mitherausgeberin der österreichischen Internet-Enzyklopädie Austria-Forum. Außerdem ist sie langjährige Autorin in der niederösterreichischen Zeitschrift Schaufenster Kultur.Region. Weiterhin ist sie mit Vorträgen und Referaten bei Symposien aktiv.

## Auszeichnungen
- 1982: Journalistenpreis der Ingenieurkammer für Wien, NÖ und Burgenland
- 1983: Journalistenpreis Lions Club St. Stephan
- 1985: Kardinal-Innitzer-Förderungspreis für wissenschaftlich fundierte Publizistik[7]
- 2008: Berufstitel Professorin
- 2013: Niederösterreichischer Kulturpreis

## Publikationen
- Ansichtskarten und Fotografien als Quelle zur Kulturgeschichte des Wiener Stadtbezirkes Alsergrund um 1900. 4 Bände, Universität Wien, Dissertation, Wien 1980.
- mit Alfred Wolf: Alsergrund-Album. Selbstverlag, 1982.
- Selbstportrait. Josef Jungwirth. Böhlau-Verlag, 1986, ISBN 3-205-05030-4.
- Damals am Alsergrund. Verlag für Jugend und Volk, 1991, ISBN 3-85058-055-5.
- Das BrauchBuch. Verlag Herder, 1992, ISBN 3-210-25126-6.
- Unsere Stadt. Verlag Pichler, 1994, ISBN 3-85431-095-1.
- Merkwürdiges aus dem alten Wien. Verlag Pichler, 1995, ISBN 3-85431-118-4.
- Geheimnisvolles aus Wien. Edition Wien, 1996, ISBN 3-85058-132-2.
- mit Walter Deutsch: Menschen und Melodien im alten Österreich. Verlag Pichler, 1998, ISBN 3-85431-167-2.
- Das neue BrauchBuch. Öst. Kunst- und Kulturverlag, 2000, ISBN 3-85437-216-7.
- Österreichische Feste & Bräuche im Jahreskreis. NP-Verlag, St. Pölten/Wien/Linz 2003, ISBN 3-85326-225-2.
- als Hrsg.: Auf Ätherwellen. Böhlau-Verlag, 2004, ISBN 3-205-77279-2.
- Wien-Währing. Sutton-Verlag, 2004, ISBN 3-89702-778-X.
- CD mit Eberhard Kummer: Lieder zur Leier – Wissenswertes von Weihnachten. 2004, Extraplatte
- Klosterneuburg in historischen Fotos. Sutton-Verlag, 2005, ISBN 3-89702-916-2.
- Weihnachten, Kultur und Geschichte. Verlag Böhlau, 2005, ISBN 3-205-77405-1.
- Die Märkte Alt-Wiens. Amalthea-Verlag, 2006, ISBN 3-85002-570-5.
- Spurensuche Wien. Sutton-Verlag, 2007, ISBN 978-3-86680-138-7.
- Mythos Wasser. Amt der nö. Landesregierung, 2009, ISBN 978-3-85460-248-4.
- Alle heiligen Zeiten. Lieder und Texte im Jahreskreis. Volkskultur NÖ, 2010, ISBN 978-3-901820-32-8.
- Wiens beste Feste. Bräuche und Events. Sutton-Verlag, 2014, ISBN 978-3-95400-346-4.
- Sehnsucht nach dem Alten Wien. Verlag Styria, 2014, ISBN 978-3-85431-675-6.
- Verschwundene Bräuche. Verlag Brandstätter, 2015, ISBN 978-3-85033-907-0.
- Zwischen Pracht und Protest. 750 Jahre Fronleichnam. Verlag Der Apfel, 2015, ISBN 978-3-85450-215-9.